# Machaeroides
Machaeroides ("như dao găm") là một chi Creodonta răng kiếm sống trong thế Eocene (56-34 Ma). Hóa thạch của nó được tìm thấy tại bang Wyoming của Mỹ. Nó là động vật có vú răng kiếm đầu tiên.

## Mô tả
Machaeroides có thể được phân biệt với hổ răng kiếm thực sự bởi hộp sọ kéo dài hơn, và đi bằng gan bàn chân. M. eothen nặng khoảng 10–14 kg, kích thước đó bằng cỡ một con chó Staffordshire Terrier nhỏ. M. simpsoni là nhỏ hơn. (Egi 2001)